# 有分
有分，佛教阿毘達摩術語，心識的一種形態，是生命存在的基本要素。由赤銅鍱部提出，現仍傳承於巴利佛教中。巴利佛教的有分識學說，主要祖述於《發趣論》與《清淨道論》，將有分視為是心的14种作用之一，执行有分作用的心称为有分心（bhavaṅga-citta）、有分識（bhavaṅga-viññāṇa）。
有分識學說，與大乘佛教中的阿賴耶識學說與如來藏學說之間有許多共同點，但因為歷史文獻不足，現代佛教研究者尚無法確定這些學說之間的關連。

## 字根
有分（bhavaṅga）的字根來自有（bhāva），以及分（aṅga）。在十二緣起中，有（bhāva）為有情存在的狀態，在阿毘達摩中又有三有或四有等說法。
āṅga有「支」、「分」、「部份」、「肢體」之意，是構成的要素或原因之意。禪支，七覺支及八正道都使用了這個單字。

## 歷史
在巴利論藏中，《發趣論》是首次提及有分的論書，在《彌蘭陀王問經》中也提到這個名詞。隨後的《攝阿毘達摩義論》及各個經論註釋書，都廣泛應用了這個名詞。
現存文獻引述，最早可以追溯到世親時代，當時被認為是分別說部提出。世親特別提及是由分別說部下的赤銅鍱部提出。在唯識學派論書中常引述此學說，將有分識等同於阿賴耶識。

## 理論
在漢傳佛教論書中，記載的有分識學說，分為七心，九心輪，和大乘佛教的阿賴耶識等。在巴利論藏的註釋書中，從前生最後一刻死心直至今生最後一刻死心之前，作為三界諸有情的基礎心的十九心，以有分識而存續。

### 解脫道論
《解脫道論》將心識的變化過程，分為七心，有分為心的基礎，為意識內在最深層的根源。七心以有分為根，在受到外緣時，依序產生轉見心，之後生起所受心、所受心、分別心、令起心、速心、彼事心等七心。當外緣滅去，心識回歸有分。藏傳《攝大乘論》中，也記載了有分及七心，但此段在漢譯本中沒有。
《解脫道論》用菴羅果譬喻詮釋了“夾勝心起”的過程：在緊閉著宮門的宮殿中，國王躺臥睡覺（有分心），啞女在側服侍，王后坐在旁邊，臣屬站列於前，聾人在宮門口守門。果園守護人採摘了芒果帶到宮門前要獻給國王，他叩擊宮門（眼門色事夾）。國王聽到，命啞女去開門（有分心起）。啞女到宮門口用手勢告訴聾人開門(轉心，能引發)。聾人開門取得芒果（眼識、見心）。國王拿起了刀，啞女將芒果帶入宮殿交給臣屬（受持心，等尋求）。臣屬將芒果交給王后（分別心，等貫徹）。王后將芒果洗凈生熟分開放置後獻給國王（令起心，安立）。國王吃芒果（速心，勢用）。國王吃完後評說其好壞（彼事心，返緣）。國王繼續睡覺（有分心度）。
據此譬喻，有分為心王睡眠不活動時的狀態，是心的根源，如同線團般，連繫一切。當受到外緣時，就會依有分而起心識的作用。因此印順法師認為，有分識學說是在一意識論、一心論的基礎上發展出來的。

### 巴利論書及註釋書

#### 心路過程
按现今的南传上座部理论，心根据其构成成分可分为89种，根据各自不同作用，可分为14种，有分是心的14种作用之一。心的有分作用是：保持在一世当中，从投生至死亡之间的生命流不会中断。在结生心生灭之后，紧接着生起的是有分心；此有分心与结生心是同一种果报心，但执行不同的作用，即保持生命流不会中断。每当没有心路过程发生时，有分心即会于每一刹那中生灭；最为明显的即是在无梦熟睡的时候，但在清醍的时候，它也在诸心路过程之间出现无数次。
| 十四作用           | 八十九心      | 八十九心        | 八十九心              | 八十九心      | 八十九心      | 八十九心   | 八十九心      | 八十九心  | 八十九心       |
| 十四作用           | 意識界        | 意識界          | 意識界                | 意識界        | 意識界        | 意識界     | 意界          | 意界      | 五識界         |
| 十四作用           | 捨俱推度心(2) | 欲界大異熟心(8) | 色、無色界異熟心(5+4) | 喜俱推度心(1) | 意門轉向心(1) | 速行心(55) | 五門轉向心(1) | 領受心(2) | 二種五識心(10) |
| 結生               | *             | *               | *                     |               |               |            |               |           |                |
| 有分               | *             | *               | *                     |               |               |            |               |           |                |
| 轉向               |               |                 |                       |               | *             |            | *             |           |                |
| 見、聞、嗅、嘗、觸 |               |                 |                       |               |               |            |               |           | *              |
| 領受               |               |                 |                       |               |               |            |               | *         |                |
| 推度               | *             |                 |                       | *             |               |            |               |           |                |
| 確定               |               |                 |                       |               | *             |            |               |           |                |
| 速行               |               |                 |                       |               |               | *          |               |           |                |
| 彼所緣             | *             | *               |                       | *             |               |            |               |           |                |
| 死                 | *             | *               | *                     |               |               |            |               |           |                |
| ------------------ | ------------- | --------------- | --------------------- | ------------- | ------------- | ---------- | ------------- | --------- | -------------- |

#### 心性本淨
《增支部》中有光淨心的敍述，在《增支部》的註釋書中，皆認為此光淨心即是有分心，如《滿足希求》解釋有分心不受染污，但因速行心受染污，故有分心也被認為是染污的。《殊勝義》認為，如同河水源頭清淨一般，因為不善心是由有分心中流出，因此不善心的本性也是清淨的。《小部》義註〈大義釋〉中也有類似說法

## 現代研究
世親《大乘成業論》記錄赤銅鍱部提出有分識，六識身即是有分識，為生命前後相續的主體，三有之因。現代學者多有相同議論。類似的學說尚有大眾部提出的根本識、化地部提出的窮生死蘊，大乘論師認為，這些學說所說的主體心識異於六識身而別有自體，皆等同於阿賴耶識、阿陀那識或異熟識等。
水野弘元認為，根據有分識學說，在心轉向時，內在有分識會暫時喪失，無法保持一類相續，在理論上有缺失之處。
印順法師認為，一心論者中，由識來作解說，可分為意界是常論，與有分識二派。大乘佛教的真常唯心派，與意界是常、心性本淨這兩派之間有關連。
Rupert Gethin認為，有分識學說並沒有清楚說明不善的稟性（隨眠）是如何跟著有分傳遞到下一生。它對於心性本淨的解釋，也引出一些難以處理的問題。
泰國上座部佛教長老佛使比丘，曾批評《清淨道論》中的有分識學說為常見，對緣起的解釋錯誤，引起南傳佛教內的爭議。

## 外部連結
- 黃俊威 南傳上座部「有分識」思想之探討--以「九心輪」問題為中心 （页面存档备份，存于）
- Rupert Gethin著、林倩譯〈南傳阿毗達磨關於有分心與輪迴再生的學說〉
- Michael S. Drummond著、莊國彬譯〈緣起：傳統的詮釋是錯的嗎？〉 （页面存档备份，存于）